# Légat de légion
Le légat de légion (en latin, legatus legionis) est un officier supérieur commandant d’une légion dans l’armée romaine.
Sous la République romaine, le légat reçoit le commandement d'une légion par délégation du consul ou du proconsul à qui cette légion est affectée. Ces délégations deviennent une pratique courante lorsque le nombre de légions opérant sous un même commandement se multiplie, ainsi Jules César et Pompée désignent des légats pour chacune des légions de leur ressort.
Sous Auguste, l'organisation d'une armée permanente institutionnalise la fonction de légat de légion. Elle est confiée à un sénateur, dans un premier temps à un ancien questeur ou un ancien édile, puis à la fin de la période julio-claudienne, à un sénateur de rang prétorien, donc un ancien préteur, plus avancé dans le cursus honorum. Il est assisté dans sa fonction par un état-major formé d'un tribun militaire laticlave, sénateur comme lui, et de cinq tribuns militaires angusticlaves, d'origine équestre et généralement possédant une expérience militaire plus longue.
Le poste de légat de légion est le plus important dans la carrière sénatoriale après la préture et avant le consulat. Le légat de légion est affecté au commandement d'une légion dans une province lorsque plusieurs légions stationnent dans cette province. Dans les provinces occupées par une seule légion, le commandement de cette unité est du ressort du légat d'Auguste propréteur.
Lorsque les guerres se multiplient au IIIe siècle, les légats de légion, d'origine sénatoriale, sont remplacés à la tête des légions par des commandants issus de l'ordre équestre, mieux expérimentés. Gallien termine cette évolution en excluant les sénateurs des commandements militaires, ce qui met fin à la fonction de légat de légion.